# Langhirano
Langhirano är en ort och kommun i provinsen Parma i regionen Emilia-Romagna i Italien. Kommunen hade 10 484 invånare (2018).